# Artemisia trautvetteriana
Artemisia trautvetteriana — вид рослин з родини айстрових (Asteraceae), поширений у Румунії, Молдові Й Україні.

## Поширення
Поширений у Румунії, Молдові Й Україні.